# So sánh các điện thoại Google Pixel
Sau đây là danh sách so sánh các điện thoại thuộc dòng sản phẩm Google Pixel, tất cả đều đang sử dụng hệ điều hành Android.
| Phiên bản                  | Phiên bản           | Pixel | Pixel XL | Pixel 2 | Pixel 2 XL | Pixel 3 | Pixel 3 XL | Pixel 3a | Pixel 3a XL | Pixel 4 | Pixel 4 XL | Pixel 4a | Pixel 4a (5G) | Pixel 5 |                                                                                      |
| Trạng thái                 | Trạng thái          | Ngừng sản xuất và hỗ trợ | Ngừng sản xuất và hỗ trợ | Ngừng sản xuất và hỗ trợ | Ngừng sản xuất và hỗ trợ | Ngừng sản xuất nhưng còn hỗ trợ | Ngừng sản xuất nhưng còn hỗ trợ | Ngừng sản xuất nhưng còn hỗ trợ | Ngừng sản xuất nhưng còn hỗ trợ | Ngừng sản xuất nhưng còn hỗ trợ | Ngừng sản xuất nhưng còn hỗ trợ | Đang sản xuất và hỗ trợ | Đang sản xuất và hỗ trợ | Đang sản xuất và hỗ trợ |                                                                                      |
| Nhà sản xuất               | Nhà sản xuất        | HTC | HTC | HTC | LG | Foxconn | Foxconn | Foxconn | Foxconn | Foxconn | Foxconn | Foxconn | Foxconn | Foxconn |                                                                                      |
| Bí danh                    | Bí danh             | Sailfish | Marlin | Walleye | Taimen | Blueline | Crosshatch | Sargo | Bonito | Flame | Coral | Sunfish | Bramble | Redfin |                                                                                      |
| Ngày                       | Ra mắt              | Tháng 10, 2016 | Tháng 10, 2016 | Tháng 10, 2017 | Tháng 10, 2017 | Tháng 10, 2018 | Tháng 10, 2018 | Tháng 5, 2019 | Tháng 5, 2019 | Tháng 10, 2019 | Tháng 10, 2019 | Tháng 8,2020 | Tháng 11, 2020 | Tháng 10 2020 |                                                                                      |
| Ngày                       | Dừng sản xuất       | 11 tháng 4 năm 2018 | 11 tháng 4 năm 2018 | 1 tháng 4 năm 2019 | 1 tháng 4 năm 2019 | 31 tháng 3 năm 2020 | 31 tháng 3 năm 2020 | 1 tháng 7 năm 2020 | 1 tháng 7 năm 2020 | 6 tháng 8 năm 2020 | 6 tháng 8 năm 2020 | — | — | — |                                                                                      |
| Hệ điều hành Android       | Lúc ra mắt          | 7.1 Nougat | 7.1 Nougat | 8.0 Oreo | 8.0 Oreo | 9 Pie | 9 Pie | 9 Pie | 9 Pie | 10 | 10 | 10 | 11 | 11 |                                                                                      |
| Hệ điều hành Android       | Có thể nâng cấp lên | 10 | 10 | 11 | 11 | Ổn định: 11 Xem trước: 12 Beta 1 | Ổn định: 11 Xem trước: 12 Beta 1 | Ổn định: 11 Xem trước: 12 Beta 1 | Ổn định: 11 Xem trước: 12 Beta 1 | Ổn định: 11 Xem trước: 12 Beta 1 | Ổn định: 11 Xem trước: 12 Beta 1 | Ổn định: 11 Xem trước: 12 Beta 1 | Ổn định: 11 Xem trước: 12 Beta 1 | Ổn định: 11 Xem trước: 12 Beta 1 |                                                                                      |
| Hệ điều hành Android       | Ngày cập nhật cuối  | Tháng 12, 2019 | Tháng 12, 2019 | Tháng 12, 2020 | Tháng 12, 2020 | Tháng 5, 2021 | Tháng 5, 2021 | Tháng 5, 2021 | Tháng 5, 2021 | Tháng 5, 2021 | Tháng 5, 2021 | Tháng 5, 2021 | Tháng 5, 2021 | Tháng 5, 2021 |                                                                                      |
| Tần số di động             | Tần số di động      | GSM 850/900/1800/1900 MHz LTE(US) bands: 1/2/3/4/5/7/8/12/13/ 17/20/25/26/28/29/ 30/41 Carrier Aggregation: Yes, up to 3×DL | GSM 850/900/1800/1900 MHz LTE(US) bands: 1/2/3/4/5/7/8/12/13/ 17/20/25/26/28/29/ 30/41 Carrier Aggregation: Yes, up to 3×DL | GSM 850/900/1800/1900 MHz LTE(US) bands: 1/2/3/4/5/7/8/12/13/ 17/20/25/26/28/29/ 30/32/38/40/41/66 Carrier Aggregation: Yes, up to 3×DL and 4×4 MIMO | GSM 850/900/1800/1900 MHz LTE(US) bands: 1/2/3/4/5/7/8/12/13/ 17/20/25/26/28/29/ 30/32/38/40/41/66 Carrier Aggregation: Yes, up to 3×DL and 4×4 MIMO | GSM 850/900/1800/1900 MHz LTE(US) bands: 1/2/3/4/5/7/8/12/13/ 17/18/19/20/25/26/ 28/29/32/38/39/40/ 41/42/46/66/71 Carrier Aggregation: Yes, up to 5×DL and 4×4 MIMO | GSM 850/900/1800/1900 MHz LTE(US) bands: 1/2/3/4/5/7/8/12/13/ 17/18/19/20/25/26/ 28/29/32/38/39/40/ 41/42/46/66/71 Carrier Aggregation: Yes, up to 5×DL and 4×4 MIMO | GSM 850/900/1800/1900 MHz LTE(US) bands: 1/2/3/4/5/7/8/12/13/ 17/20/25/26/28/32/ 38/40/41/66/71 Carrier Aggregation: Yes, up to 3×DL and 2×2 MIMO | GSM 850/900/1800/1900 MHz LTE(US) bands: 1/2/3/4/5/7/8/12/13/ 17/20/25/26/28/32/ 38/40/41/66/71 Carrier Aggregation: Yes, up to 3×DL and 2×2 MIMO | GSM 850/900/1800/1900 MHz LTE(US) bands: 1/2/3/4/5/7/8/12/13/ 14/17/18/19/20/25/ 26/28/29/30/38/39/ 40/41/46/48/66/71 Carrier Aggregation: Yes, up to 5×DL and 4×4 MIMO | GSM 850/900/1800/1900 MHz LTE(US) bands: 1/2/3/4/5/7/8/12/13/ 14/17/18/19/20/25/ 26/28/29/30/38/39/ 40/41/46/48/66/71 Carrier Aggregation: Yes, up to 5×DL and 4×4 MIMO | GSM 850/900/1800/1900 MHz LTE(US) bands: 1/2/3/4/5/7/8/12/13/ 14/17/18/19/20/25/ 26/28/29/30/38/39/ 40/41/46/48/66/71 Carrier Aggregation: Yes, up to 3×DL and 2×2 MIMO | GSM 850/900/1800/1900 MHz LTE(US) bands: 1/2/3/4/5/7/8/12/13/ 14/17/18/19/20/25/ 26/28/29/30/32/38/ 39/40/41/42/46/48/ 66/71 Carrier Aggregation: Yes, up to 3×DL and 2×2 MIMO 5G bands: 1/2/3/5/7/8/12/28/ 41/66/71/77/78 (258/260/261 on Verizon Pixel 4a (5G UW) and Pixel 5) | GSM 850/900/1800/1900 MHz LTE(US) bands: 1/2/3/4/5/7/8/12/13/ 14/17/18/19/20/25/ 26/28/29/30/32/38/ 39/40/41/42/46/48/ 66/71 Carrier Aggregation: Yes, up to 3×DL and 2×2 MIMO 5G bands: 1/2/3/5/7/8/12/28/ 41/66/71/77/78 (258/260/261 on Verizon Pixel 4a (5G UW) and Pixel 5) |                                                                                      |
| Tốc độ data                | Tốc độ data         | HSDPA / HSPA+ / DC-HSPA+ | HSDPA / HSPA+ / DC-HSPA+ | HSDPA / HSPA+ / DC-HSPA+ | HSDPA / HSPA+ / DC-HSPA+ | HSDPA / HSPA+ / DC-HSPA+ | HSDPA / HSPA+ / DC-HSPA+ | HSDPA / HSPA+ / DC-HSPA+ | HSDPA / HSPA+ / DC-HSPA+ | HSDPA / HSPA+ / DC-HSPA+ | HSDPA / HSPA+ / DC-HSPA+ | HSDPA / HSPA+ / DC-HSPA+ | HSDPA / HSPA+ / DC-HSPA+ | HSDPA / HSPA+ / DC-HSPA+ |                                                                                      |
| Chiều, kích thước, khổ, cỡ | Kích thước (H×W×D)  | 143,8 mm × 69,5 mm × 8,5 mm 5,66 in × 2,74 in × 0,33 in                                                                     | 154,7 mm × 75,7 mm × 8,5 mm 6,09 in × 2,98 in × 0,33 in                                                                     | 145,7 mm × 69,7 mm × 7,8 mm 5,74 in × 2,74 in × 0,31 in                                                                                              | 157,9 mm × 76,7 mm × 7,9 mm 6,22 in × 3,02 in × 0,31 in                                                                                              | 145,6 mm × 68,2 mm × 7,9 mm 5,73 in × 2,69 in × 0,31 in | 158,0 mm × 76,7 mm × 7,9 mm 6,22 in × 3,02 in × 0,31 in | 151,3 mm × 70,1 mm × 8,2 mm 5,96 in × 2,76 in × 0,32 in                                                                                           | 160,1 mm × 76,1 mm × 8,2 mm 6,30 in × 3,00 in × 0,32 in                                                                                           | 147,1 mm × 68,8 mm × 8,2 mm 5,79 in × 2,71 in × 0,32 in | 160,4 mm × 75,1 mm × 8,2 mm 6,31 in × 2,96 in × 0,32 in | 144 mm × 69,4 mm × 8,2 mm 5,67 in × 2,73 in × 0,32 in | 153,9 mm × 74 mm × 8,2 mm 6,06 in × 2,91 in × 0,32 in | 144,7 mm × 70,4 mm × 8 mm 5,70 in × 2,77 in × 0,31 in |                                                                                      |
| Chiều, kích thước, khổ, cỡ | Cân nặng            | 143 g (5,0 oz) | 168 g (5,9 oz) | 143 g (5,0 oz) | 175 g (6,2 oz) | 148 g (5,2 oz) | 184 g (6,5 oz) | 147 g (5,2 oz) | 167 g (5,9 oz) | 162 g (5,7 oz) | 193 g (6,8 oz) | 143 g (5,0 oz) | 168 g (5,9 oz) | 151 g (5,3 oz) |                                                                                      |
| Silicon                    | Chip                | Qualcomm Snapdragon 821 | Qualcomm Snapdragon 821 | Qualcomm Snapdragon 835 | Qualcomm Snapdragon 835 | Qualcomm Snapdragon 845 | Qualcomm Snapdragon 845 | Qualcomm Snapdragon 670 | Qualcomm Snapdragon 670 | Qualcomm Snapdragon 855 | Qualcomm Snapdragon 855 | Qualcomm Snapdragon 730G | Qualcomm Snapdragon 765G | Qualcomm Snapdragon 765G |                                                                                      |
| Silicon                    | Bộ xử lí            | 2.15 GHz and 1.6 GHz quad core 64-bit ARMv8-A                                                                               | 2.15 GHz and 1.6 GHz quad core 64-bit ARMv8-A                                                                               | 2.35 GHz and 1.9 GHz octa core 64-bit ARMv8-A | 2.35 GHz and 1.9 GHz octa core 64-bit ARMv8-A | 2.5 GHz and 1.6 GHz octa core 64-bit | 2.5 GHz and 1.6 GHz octa core 64-bit | 2.0 GHz and 1.7 GHz octa core 64 bit | 2.0 GHz and 1.7 GHz octa core 64 bit | 1x 2.84 GHz Kryo, 3x 2.42 GHz, and 4x 1.78 GHz 64-bit ARMv8 | 1x 2.84 GHz Kryo, 3x 2.42 GHz, and 4x 1.78 GHz 64-bit ARMv8 | 2.2 GHz and 1.8 GHz octa core 64 bit | 1x 2.4 GHz Kryo, 1x 2.2 GHz, and 6x 1.8 GHz 64-bit | 1x 2.4 GHz Kryo, 1x 2.2 GHz, and 6x 1.8 GHz 64-bit |                                                                                      |
| Silicon                    | Đồ họa              | Adreno 530 | Adreno 530 | Adreno 540 | Adreno 540 | Adreno 630 | Adreno 630 | Adreno 615 | Adreno 615 | Adreno 640 | Adreno 640 | Adreno 618 | Adreno 620 | Adreno 620 |                                                                                      |
| Silicon                    | Ram                 | 4 GB LPDDR4 | 4 GB LPDDR4 | 4 GB LPDDR4X | 4 GB LPDDR4X | 4 GB LPDDR4X | 4 GB LPDDR4X | 4 GB LPDDR4X | 4 GB LPDDR4X | 6 GB LPDDR4X | 6 GB LPDDR4X | 6 GB LPDDR4X | 6 GB LPDDR4X | 8 GB LPDDR4X |                                                                                      |
| Silicon                    | Ổ cứng              | 32 hoặc 128 GB | 32 hoặc 128 GB | 64 hoặc 128 GB | 64 hoặc 128 GB | 64 hoặc 128 GB | 64 hoặc 128 GB | 64 GB | 64 GB | 64 or 128 GB | 64 or 128 GB | 128 GB | 128 GB | 128 GB |                                                                                      |
| Khe đọc thẻ nhớ            | Khe đọc thẻ nhớ     | none | none | none | none | none | none | none | none | none | none | none | none | none |                                                                                      |
| Mạng cục bộ                | Mạng cục bộ         | A-GPS/GLONASS Bluetooth 4.2 Wi-Fi IEEE 802.11a/b/g/n/ac NFC                                                                 | A-GPS/GLONASS Bluetooth 4.2 Wi-Fi IEEE 802.11a/b/g/n/ac NFC                                                                 | A-GPS/GLONASS Bluetooth 5.0 Wi-Fi IEEE 802.11a/b/g/n/ac NFC                                                                                          | A-GPS/GLONASS Bluetooth 5.0 Wi-Fi IEEE 802.11a/b/g/n/ac NFC                                                                                          | A-GPS/GLONASS Bluetooth 5.0 Wi-Fi IEEE 802.11a/b/g/n/ac NFC | A-GPS/GLONASS Bluetooth 5.0 Wi-Fi IEEE 802.11a/b/g/n/ac NFC | A-GPS/GLONASS Bluetooth 5.0 Wi-Fi IEEE 802.11a/b/g/n/ac NFC                                                                                       | A-GPS/GLONASS Bluetooth 5.0 Wi-Fi IEEE 802.11a/b/g/n/ac NFC                                                                                       | A-GPS/GLONASS Bluetooth 5.0 Wi-Fi IEEE 802.11a/b/g/n/ac NFC | A-GPS/GLONASS Bluetooth 5.0 Wi-Fi IEEE 802.11a/b/g/n/ac NFC | A-GPS, GLONASS, Galileo, QZSS Bluetooth 5.0 Wi-Fi IEEE 802.11a/b/g/n/ac NFC                                                                                             | A-GPS, GLONASS, Galileo, QZSS Bluetooth 5.0 Wi-Fi IEEE 802.11a/b/g/n/ac NFC | A-GPS, GLONASS, Galileo, QZSS Bluetooth 5.0 Wi-Fi IEEE 802.11a/b/g/n/ac NFC |                                                                                      |
| WLAN/BT                    | WLAN/BT             | | 3207RA | | Murata SS7715005 | | Murata SS8601001 | Murata SWUA 390 70 | | | Murata SS9709025 | | | |                                                                                      |
| NFC                        | NFC                 | NXP 55102 | NXP 55102 | | NXP 81A04 | | | NXP 81B05 | | | ST54J | | | |                                                                                      |
| Pin                        | Pin                 | 2,770 mAh | 3,450 mAh | 2,700 mAh | 3,520 mAh | 2,915 mAh | 3,430 mAh | 3,000 mAh | 3,700 mAh | 2,800 mAh | 3,700 mAh | 3,140 mAh | 3,885 mAh | 4,080 mAh |                                                                                      |
| Face buttons               | Face buttons        | On-screen buttons | On-screen buttons | On-screen buttons | On-screen buttons | On-screen buttons | On-screen buttons | On-screen buttons | On-screen buttons | On-screen buttons | On-screen buttons | On-screen buttons | On-screen buttons | On-screen buttons |                                                                                      |
| Chất liệu                  | Chất liệu           | Nhôm và Gorilla Glass 4 | Nhôm và Gorilla Glass 4 | Nhôm và Gorilla Glass 5 | Nhôm và Gorilla Glass 5 | Nhôm và Gorilla Glass 5 | Nhôm và Gorilla Glass 5 | Nhựa và Asahi Dragontrail Glass | Nhựa và Asahi Dragontrail Glass | Aluminum and Gorilla Glass 5 | Aluminum and Gorilla Glass 5 | Plastic and Gorilla Glass 3 | Plastic and Gorilla Glass 3 | Aluminum and Gorilla Glass 6 |                                                                                      |
| Kháng nước                 | Kháng nước          | IP53 | IP53 | IP67 | IP67 | IPX8 | IPX8 | | | IPX8 | IPX8 | | | IPX8 |                                                                                      |
| Cổng                       | Cổng                | USB-C 3.5 mm TRRS | USB-C 3.5 mm TRRS | USB-C, 3.1 Gen 1 | USB-C, 3.1 Gen 1 | USB-C, 3.1 Gen 1 | USB-C, 3.1 Gen 1 | USB-C 3.5 mm TRRS | USB-C 3.5 mm TRRS | USB-C, 3.1 Gen 1 | USB-C, 3.1 Gen 1 | USB-C, 3.1 Gen 1 3.5 mm TRRS | USB-C, 3.1 Gen 1 3.5 mm TRRS | USB-C, 3.1 Gen 1 |                                                                                      |
| Màn hình                   | Màn hình            | 5,0 in (130 mm) AMOLED 1080×1920 px (441 ppi) Tỉ lệ 9:16                                                                    | 5,5 in (140 mm) AMOLED 1440×2560 px (534 ppi) Tỉ lệ 9:16                                                                    | 5,0 in (130 mm) AMOLED 1080×1920 px (441 ppi) Tỉ lệ 9:16                                                                                             | 6,0 in (150 mm) P-OLED 1440×2880 px (538 ppi) Tỉ lệ 1:2                                                                                              | 5,5 in (140 mm) OLED1080×2160 px(443 ppi)Tỉ lệ 1:2 | 6,3 in (160 mm) OLED1440×2960 px(523 ppi)18:37 aspect ratio | 5,6 in (140 mm) OLED1080×2220 px(441 ppi)Tỉ lệ 18:37                                                                                              | 6,0 in (150 mm) OLED1080×2160 px(402 ppi)Tỉ lệ 1:2                                                                                                | 5,7 in (140 mm) 90 Hz OLED 1080×2280 px (444 ppi) Tỉ lệ 9:19 | 6,3 in (160 mm) 90 Hz OLED 1440×3040 px (537 ppi) Tỉ lệ 9:19 | 5,8 in (150 mm) OLED 1080×2340 px (443 ppi) Tỉ lệ 6:13 | 6,2 in (160 mm) OLED 1080×2340 px (413 ppi) Tỉ lệ 6:13 | 6,0 in (150 mm) OLED 1080×2340 px (432 ppi) Tỉ lệ 6:13 |                                                                                      |
| Máy ảnh sau                | Cảm biến            | Sony IMX378 Exmor RS, 1/2.3" 12.3 MP (4048×3036), 4:3 aspect ratio                                                          | Sony IMX378 Exmor RS, 1/2.3" 12.3 MP (4048×3036), 4:3 aspect ratio                                                          | Sony IMX362 Exmor RS, 1/2.55" 12.2 MP (4032×3024), 4:3 aspect ratio                                                                                  | Sony IMX362 Exmor RS, 1/2.55" 12.2 MP (4032×3024), 4:3 aspect ratio                                                                                  | Sony IMX363 Exmor RS, 1/2.55" 12.2 MP (4032×3024), 4:3 aspect ratio                                                                                                  | Sony IMX363 Exmor RS, 1/2.55" 12.2 MP (4032×3024), 4:3 aspect ratio                                                                                                  | Sony IMX363 Exmor RS, 1/2.55" 12.2 MP (4032×3024), 4:3 aspect ratio                                                                               | Sony IMX363 Exmor RS, 1/2.55" 12.2 MP (4032×3024), 4:3 aspect ratio                                                                               | Chính (Góc rộng): Sony IMX363 Exmor RS, 1/2.55" 12.2 MP (4032×3024), 4:3 aspect ratio                                                                                   | Chính (Góc rộng): Sony IMX363 Exmor RS, 1/2.55" 12.2 MP (4032×3024), 4:3 aspect ratio                                                                                   | Sony IMX363 Exmor RS, 1/2.55" 12.2 MP (4032×3024), 4:3 aspect ratio | Chính(Góc rộng): Sony IMX363 Exmor RS, 1/2.55" 12.2 MP (4032×3024), 4:3 aspect ratio | Chính(Góc rộng): Sony IMX363 Exmor RS, 1/2.55" 12.2 MP (4032×3024), 4:3 aspect ratio | Chính(Góc rộng): Sony IMX363 Exmor RS, 1/2.55" 12.2 MP (4032×3024), 4:3 aspect ratio |
| Máy ảnh sau                | Cảm biến            | Sony IMX378 Exmor RS, 1/2.3" 12.3 MP (4048×3036), 4:3 aspect ratio                                                          | Sony IMX378 Exmor RS, 1/2.3" 12.3 MP (4048×3036), 4:3 aspect ratio                                                          | Sony IMX362 Exmor RS, 1/2.55" 12.2 MP (4032×3024), 4:3 aspect ratio                                                                                  | Sony IMX362 Exmor RS, 1/2.55" 12.2 MP (4032×3024), 4:3 aspect ratio                                                                                  | Sony IMX363 Exmor RS, 1/2.55" 12.2 MP (4032×3024), 4:3 aspect ratio                                                                                                  | Sony IMX363 Exmor RS, 1/2.55" 12.2 MP (4032×3024), 4:3 aspect ratio                                                                                                  | Sony IMX363 Exmor RS, 1/2.55" 12.2 MP (4032×3024), 4:3 aspect ratio                                                                               | Sony IMX363 Exmor RS, 1/2.55" 12.2 MP (4032×3024), 4:3 aspect ratio                                                                               | Telephoto: Sony IMX481 Exmor RS, 1/3" 16 MP (4656×3496), 4:3 aspect ratio                                                                                               | Telephoto: Sony IMX481 Exmor RS, 1/3" 16 MP (4656×3496), 4:3 aspect ratio                                                                                               | Sony IMX363 Exmor RS, 1/2.55" 12.2 MP (4032×3024), 4:3 aspect ratio | Góc rất rộng: Sony IMX481 Exmor RS, 1/3" 16 MP (4656×3496), tỉ lệ 4:3 | Góc rất rộng: Sony IMX481 Exmor RS, 1/3" 16 MP (4656×3496), tỉ lệ 4:3 |                                                                                      |
| Máy ảnh sau                | Ống kính            | f=4.67mm (80° diag. AOV) f/2.0, 6 elements                                                                                  | f=4.67mm (80° diag. AOV) f/2.0, 6 elements                                                                                  | f=4.44mm (77° diag. AOV) f/1.8 | f=4.44mm (77° diag. AOV) f/1.8 | f=4.44mm (77° diag. AOV) f/1.8 | f=4.44mm (77° diag. AOV) f/1.8 | f=4.44mm (77° diag. AOV) f/1.8 | f=4.44mm (77° diag. AOV) f/1.8 | Chính (Góc rộng): f=4.44mm (77° diag. AOV) f/1.7 | Chính (Góc rộng): f=4.44mm (77° diag. AOV) f/1.7 | f=4.38mm (78° diag. AOV) f/1.7 | f=4.38mm (78° diag. AOV) f/1.7 | f=4.38mm (78° diag. AOV) f/1.7 |                                                                                      |
| Máy ảnh sau                | Ống kính            | f=4.67mm (80° diag. AOV) f/2.0, 6 elements                                                                                  | f=4.67mm (80° diag. AOV) f/2.0, 6 elements                                                                                  | f=4.44mm (77° diag. AOV) f/1.8 | f=4.44mm (77° diag. AOV) f/1.8 | f=4.44mm (77° diag. AOV) f/1.8 | f=4.44mm (77° diag. AOV) f/1.8 | f=4.44mm (77° diag. AOV) f/1.8 | f=4.44mm (77° diag. AOV) f/1.8 | Telephoto: f=5.97mm (52° diag. AOV) f/2.4 | Telephoto: f=5.97mm (52° diag. AOV) f/2.4 | f=4.38mm (78° diag. AOV) f/1.7 | Ultrawide: f=2.15?mm (107° diag. AOV) f/2.2 | Ultrawide: f=2.15?mm (107° diag. AOV) f/2.2 |                                                                                      |
| Máy ảnh sau                | Video               | Hỗ trợ quay 4K30 hoặc 720p240/1080p120                                                                                      | Hỗ trợ quay 4K30 hoặc 720p240/1080p120                                                                                      | Hỗ trợ quay 4K30 hoặc 720p240/1080p120 | Hỗ trợ quay 4K30 hoặc 720p240/1080p120 | Hỗ trợ quay 4K30 hoặc 720p240/1080p120 | Hỗ trợ quay 4K30 hoặc 720p240/1080p120 | Hỗ trợ quay 4K30 hoặc 720p240/1080p120 | Hỗ trợ quay 4K30 hoặc 720p240/1080p120 | Hỗ trợ quay 4K30 hoặc 720p240/1080p120 | Hỗ trợ quay 4K30 hoặc 720p240/1080p120 | Hỗ trợ quay 4K30 hoặc 720p240/1080p120 | Hỗ trợ quay 4K60 hoặc 720p240/1080p240 | Hỗ trợ quay 4K60 hoặc 720p240/1080p240 |                                                                                      |
| Máy ảnh sau                | Tính năng           | PDAF & CDAF with laser assist EIS                                                                                           | PDAF & CDAF with laser assist EIS                                                                                           | Dual pixel PDAF EIS OIS | Dual pixel PDAF EIS OIS | Dual pixel PDAF EIS OIS | Dual pixel PDAF EIS OIS | Dual pixel PDAF EIS OIS | Dual pixel PDAF EIS OIS | Dual pixel PDAF EIS OIS, 2x optical zoom | Dual pixel PDAF EIS OIS, 2x optical zoom | Dual pixel PDAF EIS OIS | Dual pixel PDAF EIS OIS | Dual pixel PDAF EIS OIS |                                                                                      |
| Máy ảnh trước              | Cảm biến            | Sony IMX179 Exmor R, 1/3.2" 8 MP (3264×2448), Tỉ lệ 4:3                                                                     | Sony IMX179 Exmor R, 1/3.2" 8 MP (3264×2448), Tỉ lệ 4:3                                                                     | Sony IMX179 Exmor R, 1/3.2" 8 MP (3264×2448), Tỉ lệ 4:3                                                                                              | Sony IMX179 Exmor R, 1/3.2" 8 MP (3264×2448), Tỉ lệ 4:3                                                                                              | 2× Sony IMX355 Exmor, 1/4"? 8 MP (3264×2448), 4:3 aspect ratio | 2× Sony IMX355 Exmor, 1/4"? 8 MP (3264×2448), 4:3 aspect ratio | 1/4"? 8 MP (3264×2448), 4:3 aspect ratio | 1/4"? 8 MP (3264×2448), 4:3 aspect ratio | Sony IMX520 Exmor RS, 1/3.6"? 8 MP (3264×2448), 4:3 aspect ratio | Sony IMX520 Exmor RS, 1/3.6"? 8 MP (3264×2448), 4:3 aspect ratio | Sony IMX355 Exmor, 1/4"? 8 MP (3264×2448), 4:3 aspect ratio | Sony IMX355 Exmor, 1/4"? 8 MP (3264×2448), 4:3 aspect ratio | Sony IMX355 Exmor, 1/4"? 8 MP (3264×2448), 4:3 aspect ratio |                                                                                      |
| Máy ảnh trước              | Ống kính            | f=3.38mm (80° diag. AOV) f/2.4                                                                                              | f=3.38mm (80° diag. AOV) f/2.4                                                                                              | f=3.38mm (80° diag. AOV) f/2.4 | f=3.38mm (80° diag. AOV) f/2.4 | f=3.0mm (75° diag. AOV) f/1.8, autofocus enabled. | f=3.0mm (75° diag. AOV) f/1.8, autofocus enabled. | f=2.54mm (84° diag. AOV) f/2.0 | f=2.54mm (84° diag. AOV) f/2.0 | f=2.49mm (90° diag. AOV) f/2.0 | f=2.49mm (90° diag. AOV) f/2.0 | f=2.51mm (85° diag. AOV) f/2.0 | f=2.51mm (85° diag. AOV) f/2.0 | f=2.51mm (85° diag. AOV) f/2.0 |                                                                                      |
| Máy ảnh trước              | Ống kính            | f=3.38mm (80° diag. AOV) f/2.4                                                                                              | f=3.38mm (80° diag. AOV) f/2.4                                                                                              | f=3.38mm (80° diag. AOV) f/2.4 | f=3.38mm (80° diag. AOV) f/2.4 | f=2.0mm (92° diag. AOV) f/2.2 | | f=2.54mm (84° diag. AOV) f/2.0 | f=2.54mm (84° diag. AOV) f/2.0 | f=2.49mm (90° diag. AOV) f/2.0 | f=2.49mm (90° diag. AOV) f/2.0 | f=2.51mm (85° diag. AOV) f/2.0 | f=2.51mm (85° diag. AOV) f/2.0 | f=2.51mm (85° diag. AOV) f/2.0 |                                                                                      |
| Máy ảnh trước              | Video               | Up to 1080p30 | Up to 1080p30 | Up to 1080p30 | Up to 1080p30 | Up to 1080p30 | Up to 1080p30 | Up to 1080p30 | Up to 1080p30 | Up to 1080p30 | Up to 1080p30 | Up to 1080p30 | Up to 1080p30 | Up to 1080p30 | Up to 1080p30                                                                        |
| Sạc không dây              | Sạc không dây       | Không | Không | Không | Không | Có | Có | Không | Không | Có | Có | Không | Không | Có |                                                                                      |
| Dạng SIM hỗ trợ            | Dạng SIM hỗ trợ     | Nano-SIM | Nano-SIM | Nano-SIM and Google Fi eSIM eSIM only supports Fi | Nano-SIM and Google Fi eSIM eSIM only supports Fi | Nano-SIM and eSIM can only use either at a time | Nano-SIM and eSIM can only use either at a time | Nano-SIM and eSIM, DSDS | Nano-SIM and eSIM, DSDS | Nano-SIM and eSIM, DSDS | Nano-SIM and eSIM, DSDS | Nano-SIM and eSIM, DSDS | Nano-SIM and eSIM, DSDS | Nano-SIM and eSIM, DSDS |                                                                                      |
| Màu sắc                    | Màu sắc             | - Bạc (Very Silver) - Đen (Quite Black) - Xanh nước biển (Really Blue)                                                      | - Bạc (Very Silver) - Đen (Quite Black) - Xanh nước biển (Really Blue)                                                      | - Just Black - Clearly White - Kinda Blue | - Just Black - Black & White | - Just Black - Clearly White - Not Pink | - Just Black - Clearly White - Not Pink | - Just Black - Clearly White - Purple-ish | - Just Black - Clearly White - Purple-ish | - Just Black - Clearly White - Oh So Orange | - Just Black - Clearly White - Oh So Orange | - Just Black - Barely Blue (ltd) | - Just Black - Clearly White | - Just Black - Sorta Sage |                                                                                      |
| References                 | References          | [ 19 ] [ 20 ] | [ 21 ] | [ 22 ] [ 23 ] | [ 24 ] | [ 25 ] [ 26 ] | [ 27 ] | [ 28 ] [ 29 ] | [ 30 ] | [ 31 ] [ 32 ] | [ 33 ] [ 34 ] | [ 35 ] [ 36 ] | [ 37 ] | [ 38 ] [ 39 ] |                                                                                      |